# 中嶋美智代
中嶋美智代（日语：／ Nakajima Michiyo，本名：（舊姓：中嶋），1973年1月2日—），日本女歌手、演員、配音員。乙女塾第3期生。她於2008年1月底離開Sun Music。目前隸屬於Harvest Moon（商業合作夥伴關係）。身高157cm。A型血。
出身於埼玉縣志木市。豐南高等學校畢業。

## 來歷、人物
- 中嶋美智代在訪談時說，自己小時候「並不特別引人注目，而且很害羞」[1]，本來對娛樂圈也沒什麼興趣，所以去試鏡只是為了嘗試一下，結果就通過了[1]。大約在這個時候，她崇拜松田聖子，並且會和姊姊一起模仿她的動作[1]。
- 雖然她是乙女塾（日语：乙女塾 (フジテレビ)）第3期生，但她之前隸屬於Stardust Promotion，並以藝人身份活躍。
- 她在1991年首次以個人身份出道，但之前曾被視為ribbon（日语：ribbon (アイドルグループ)）的潛在成員[1]。
- 在單獨出道之前，她就已經因其可愛的外表而與乙女塾成員永作博美、三浦理惠子、瀨能梓一樣受歡迎。她是繼岡田有希子之後，由Sun Music（日语：サンミュージックグループ）、PONY CANYON力推的頭號偶像，出道時被稱為「最後的清純派[原文 1]」。她以非常安靜的性格而聞名。由於她獨特的鼻音，因此被賦予了「鼻音魔術師」的綽號[1]。
- 1991年，她獲得第33屆日本唱片大獎（日语：第33回日本レコード大賞）新人獎（最佳新人提名），此後又在各類頒獎典禮上多次獲得新人獎[1]。
- 出道時的藝名是「中嶋美智代」，1998年改名為，用片假名書寫。
- 她和前CoCo成員宮前真樹自從在乙女塾的時候就是最好的朋友，因為她們「那時候常常往同一個方向回家」，而且她們至今仍然是親密的朋友[1]。
- 1995年，她出演了動畫《伊沙米大冒險》，這是她第一次擔任配音員，並且是一個驚喜，因為這是全國播出（NHK教育）的完全原創作品。大約在這個時候，由非專業配音員擔任主角的電視動畫系列的數量有所增加。另外，當時的動畫廣播（日语：アニラジ）雜誌中，中島主持的廣播節目《中嶋美智代 內心充滿幸福》被作為動畫廣播節目收錄（但由於該節目是在中嶋美智代以歌手身份出道後、以配音員身份出道前播出的，因此嚴格來說不能稱之為動畫廣播節目）。
- 1998年，她出版了一本裸體寫真集。
- 丈夫是當時效力於千葉羅德海洋職業棒球隊的外野手Saburo（本名：大村三郎），兩人於2000年8月結婚。目前是3個孩子（兩男一女）的母親。
- 朝日電視台系列《突如其來！黃金傳說。》熱門項目「1個月1萬元生活」的第一位參賽者。自從出演「1個月1萬元生活」後，她就以只給丈夫少量零用錢、做飯也簡單的節儉妻子而聞名，有時還會上綜藝節目。
- 在《D·N·ANGEL》中，她被導演羽原信義（日语：羽原信義）任命。值得一提的是，羽原從偶像時代起就一直是她的粉絲。

## 音樂作品
最高排名根據oricon，發行商為PONY CANYON。

### 單曲
| 枚數 | 單曲名稱（日文原名）   | 發行日期       | 最高排名 | 樂曲製作                                             | 備註                                                  |
| ---- | ---------------------- | -------------- | -------- | ---------------------------------------------------- | ----------------------------------------------------- |
| 1st  | 紅色花束（）           | 1991年1月30日  | 第9名    | 作詞：遠藤京子 作曲：羽田一郎 編曲：武部聰志         | 第33屆日本唱片大獎新人獎得獎歌曲                      |
| 1st  | 紅色花束（）           | 1991年1月30日  | 第9名    | 作詞：遠藤京子 作曲：羽田一郎 編曲：武部聰志         | c/w                                                   |
| 2nd  | 麗春花（）             | 1991年4月17日  | 第10名   | 作詞：遠藤京子 作曲：遠藤京子 編曲：武部聰志         | 《亂馬½ 熱鬥篇》片尾主題曲                            |
| 2nd  | 麗春花（）             | 1991年4月17日  | 第10名   | 作詞：遠藤京子 作曲：遠藤京子 編曲：武部聰志         | c/w                                                   |
| 3rd  |                        | 1991年7月17日  | 第13名   | 作詞：遠藤京子 作曲：遠藤京子 編曲：武部聰志         | VHS作品《》收錄                                       |
| 3rd  | c/w                    | 1991年7月17日  | 第13名   | 作詞：遠藤京子 作曲：遠藤京子 編曲：武部聰志         |                                                       |
| 4th  |                        | 1991年9月21日  | 第15名   | 作詞：小倉惠 作曲：都志見隆 編曲：武部聰志           | 曾獲日本歌謠大獎等許多新人獎之獎項                    |
| 4th  | c/w 春夏秋             | 1991年9月21日  | 第15名   | 作詞：小倉惠 作曲：都志見隆 編曲：武部聰志           |                                                       |
| 5th  |                        | 1992年1月29日  | 第19名   | 作詞：小倉惠 作曲：都志見隆 編曲：渡邊格             | 瀨戶內電視台《花的魔法使瑪麗貝爾》前期片尾主題曲      |
| 5th  | c/w                    | 1992年1月29日  | 第19名   | 作詞：小倉惠 作曲：都志見隆 編曲：渡邊格             |                                                       |
| 6th  |                        | 1992年5月21日  | 第41名   | 作詞：遠藤京子 作曲：遠藤京子、羽田一郎 編曲：新川博 | 未收錄於第2張專輯《蒲公英》                           |
| 6th  | c/w                    | 1992年5月21日  | 第41名   | 作詞：遠藤京子 作曲：遠藤京子、羽田一郎 編曲：新川博 |                                                       |
| 7th  |                        | 1992年9月18日  | 第38名   | 作詞：小倉惠 作曲：都志見隆 編曲：新川博             | 《花的魔法使瑪麗貝爾》後期片尾主題曲                  |
| 7th  | c/w                    | 1992年9月18日  | 第38名   | 作詞：小倉惠 作曲：都志見隆 編曲：新川博             |                                                       |
| 8th  | 難為情的夢想（）       | 1993年1月21日  | 第48名   | 作詞：及川眠子 作曲：後藤次利 編曲：門倉聰           | 一首試圖改變形象的搖滾風格歌曲                        |
| 8th  | 難為情的夢想（）       | 1993年1月21日  | 第48名   | 作詞：及川眠子 作曲：後藤次利 編曲：門倉聰           | c/w 岡田有希子專輯《十月的人魚》歌曲的翻唱版          |
| 9th  |                        | 1993年5月21日  | 第78名   | 作詞：及川眠子 作曲：後藤次利 編曲：後藤次利         | 延續前作，一首搖滾風格的歌曲                          |
| 9th  | c/w IKENAI♥約束        | 1993年5月21日  | 第78名   | 作詞：及川眠子 作曲：後藤次利 編曲：後藤次利         |                                                       |
| 10th |                        | 1993年10月21日 | 第63名   | 作詞：阿久悠 作曲：川口真 編曲：新川博               | 夏木麻里的翻唱                                        |
| 10th | c/w 木曜日             | 1993年10月21日 | 第63名   | 作詞：阿久悠 作曲：川口真 編曲：新川博               |                                                       |
| 11st | 來談戀愛吧（）         | 1994年7月21日  | 不適用   | 作詞：澤地隆 作曲：堺泰馬 編曲：新川博               | 「東武動物公園」形象歌曲                              |
| 11st | 來談戀愛吧（）         | 1994年7月21日  | 不適用   | 作詞：澤地隆 作曲：堺泰馬 編曲：新川博               | c/w                                                   |
| 12nd | 1、2、3決定吧（1·2·3） | 1998年6月10日  | 不適用   | 作詞：K.INOJO 作曲：HIRO HOZUMI 編曲：HIRO HOZUMI    | 《偶像莉卡1998》主題歌曲 這首單曲以的名義 東芝EMI發行 |
| 12nd | 1、2、3決定吧（1·2·3） | 1998年6月10日  | 不適用   | 作詞：K.INOJO 作曲：HIRO HOZUMI 編曲：HIRO HOZUMI    | c/w                                                   |

### 企劃單曲
- 天鵝湖（1997年7月20日）
作詞：，作曲：神尾憲一（日语：神尾憲一）
涉谷哲平（日语：渋谷哲平）、中嶋美智代名義發表。
'97年度三越暑假家庭劇場《名作音樂劇 天鵝湖》主題曲，由Beginners發行。
c/w （'97年度三越暑假家庭劇場《名作音樂劇 天鵝湖》奧黛塔公主的主題曲）

### 錄影帶
1. 中美智代大全集1（1991年7月21日）
2. 中美智代大全集2 "記念日。"（1991年12月4日）
3. 中美智代大全集3 "納屋"（1992年7月17日）

## 演出
粗體字表示主要角色。

### 電視節目
- ParadiseGoGo!!（日语：パラダイスGoGo!!）（富士電視台）
- 早安乙女塾（富士電視台）
- 週刊活力天國（日语：週刊スタミナ天国）（富士電視台）
- 乙女塾專科（富士電視台）
- 突如其來！黃金傳說。（朝日電視台）
- 戎克體育（日语：ジャンクSPORTS）（富士電視台）
- 倫靴羅勃！全力投球（日语：ロンロバ!）（TBS）
- 棒球之泉（網路電視）

### 電視劇
- 社長若大將（日语：社長になった若大将）（1992年，TBS）
- 搖籃曲刑事（日语：ララバイ刑事）（1993年，朝日電視台）
- 無賴刑事純情派（日语：はぐれ刑事純情派） 第9系列 第14話「援助交際!? 死於非命的室友」（1996年，朝日電視台）
- 週六WIDE劇場（日语：土曜ワイド劇場）「街（日语：終着駅シリーズ）」（1997年，朝日電視台）—飾 立科由里
- 新·同棲時代（日语：同棲時代）（1998年，TBS）
- 週一電視劇特輯（日语：月曜ドラマスペシャル） 坪內警部補 父女之事件簿（1998年，TBS）
- 暴坊將軍IX 第6話（1998年，朝日電視台）—飾 小絹
- 多情城市（日语：こいまち） 第9話（1999年，富士電視台）
- 外遇第10年（1999年，富士電視台）
- 小春6（日语：はるちゃん）（2002年，富士電視台）

### 電影
- 是誰幹的好事。（日语：どっちにするの。）（1989年）
- 詐賭師株式會社（日语：ゴト師株式会社）III（1994年）
- 女忍者忍法帖 自來也秘抄（1995年）
- 詐賭師株式會社特別篇 警視廳防犯課第5104號事件（1995年）
- 30 -thirty-（1997年）

### 非戲院首映
- 新·初體驗物語（1992年）
- 我是大哥大!!（1993年）
- 我是大哥大!! 2（1993年）
- （1997年）
- （1997年）
- （1998年）

### 舞台劇
- 彼得潘（日语：ピーター・パン (ミュージカル)）（1993年3月—12月）—飾 溫蒂
- 天鵝湖（1997年）—主演：飾 奧傑塔公主
- 跑吧！美樂斯（1998年）—飾 美樂斯的妹妹

### 廣播節目
- 美智代的Just in Music（ABC）
- 中美智代 內心充滿幸福（GBS（日语：岐阜放送ラジオ局）、BSS、HBC、RNC、KNB、IBC、YBC 等聯播網）
- 中美智代的塗鴉♡（FM新潟）
- Radio THIS（日语：Radio THIS）（MBS）
- MBS YOUNG TOWN（日语：MBSヤングタウン）（MBS）
- 中美智代的非常爭奪（大阪有線放送（日语：USEN））
- （TFM）

### 電視動畫
- 伊沙米大冒險（1995年）—主演：飾 花丘伊沙米
- 未來少年柯南II（日语：未来少年コナンII タイガアドベンチャー）（1999年）—飾 緹亞納·古拉幽[2]
- D·N·ANGEL（2003年）—飾 時之秒針

## 書籍

### 著書
- 《Silky》（1993年12月，音樂專科社（日语：音楽専科社））ISBN 4900343595
- 《突如其來！黃金傳說。 超節約50道料理》（2000年8月，朝日電視台事業局出版部）ISBN 4881312413

### 寫真集
- （1991年4月，WANI BOOKS（日语：ワニブックス），攝影：野村誠一（日语：野村誠一））ISBN 4847021851
- 《 (媒體生活系列偶像特輯)》（1991年8月，小學館）ISBN 4091044522
- 《中美智代寫真集》（1992年2月，近代電影社（日语：近代映画社），攝影：井之元浩二）ISBN 4764816849
- 《Be Natural》（1992年6月，WANI BOOKS，攝影：渡邊達生（日语：渡辺達生））ISBN 4847022696
- （1993年，學習研究社，攝影 ：木村晴）
- （1993年8月，WANI BOOKS，攝影：井之元浩二）ISBN 4847023293
- （1994年6月，TIS，攝影：ZIGEN）ISBN 4886181058
- （1995年2月，文化社（日语：ぶんか社），攝影：木村晴）ISBN 4821120399
- 《NEWS'96》（1996年6月，風雅書房，攝影：松本昌久）ISBN 4894241293
- （1998年12月，schola（日语：スコラ），攝影：宮澤正明（日语：宮澤正明））ISBN 479620525X

## 腳註

## 外部連結
- （日語）—中嶋美智代的官方個人部落格。